# 270-ті до н. е.

## Події
- Елліністична Греція · Єгипет: правління Птолемея II Філадельфа;